# 滝川市立病院
滝川市立病院（たきかわしりつびょういん）は、北海道滝川市にある公立の病院である。滝川市病院事業の設置等に関する条例（昭和46年4月1日条例第100号）によって設置される。

## 沿革
- 1934年11月1日 - 前身となる「滝川町立社会病院」が開院[1]。
- 1942年10月19日 - 北海道人造石油寄贈による第2病棟を竣工[1]。
- 1958年7月1日 - 市制施行により病院の名称を現在の「滝川市立病院」へと改称[1]。
- 1965年
  - 3月22日 - 全面改築工事着工[1]。
  - 12月1日 - 病棟改築部供用開始[1]。
- 1966年10月11日 - 診療管理部改築工事竣工、全面改築を終了[1]。
- 1972年 - 結核病棟・小児科病棟・機能回復訓練棟を増築[1]。
- 1982年8月14日 - 増築工事着工[2]。
- 1983年3月26日 - 増築第1期工事竣工[2]。
- 1984年9月26日 - 増築工事全面竣工[2]。
- 2008年9月 - 現病棟着工[3]。
- 2011年3月16日 - 現在の新棟が完成する。病床数を削減。
- 2012年4月1日 - 院内保育所「ゆめみな」が開所。

## 施設基準
- 一般病棟　7対1入院基本料
- 精神病棟  15対1入院基本料 看護配置加算　看護補助加算2（10対1）

## 機関指定
- 保険医療機関
- 労災保険指定医療機関
- 指定自立支援医療機関（更生医療）
- 指定自立支援医療機関（育成医療）
- 指定自立支援医療機関（精神通院医療）
- 身体障害者福祉法指定医の配置されている医療機関
- 臨床研修病院
- 精神保健指定医の配置されている医療機関
- 生活保護法指定医療機関
- 医療保護施設
- 特定疾患治療研究事業委託医療機関
- ＤＰＣ対象病院
- 戦傷病者特別援護法指定医療機関
- 原子爆弾被害者医療指定医療機関
- 小児慢性特定疾患治療研究事業委託医療機関
- 域周産期母子医療センター
- 公害医療機関